# Brønnøy
Brønnøy és un municipi situat al comtat de Nordland, Noruega. Té 7.948 habitants (2018) i la seva superfície és de 1.046,59 km². El centre administratiu i comercial del municipi és la ciutat de Brønnøysund. Un centre administratiu secundari és el poble de Hommelstø. Els altres pobles del municipi són Tosbotn, Lande, Trælnes, i Indreskomo.
El Centre de registres Brønnøysund és un important ocupador a Brønnøy. A més, una de les mines calcàries més grans del nord d'Europa es troba al municipi. L'Aeroport de Brønnøysund-Brønnøy es troba a prop de la ciutat de Brønnøysund. Brønnøy limita amb els municipis de Vega i Vevelstad al nord, Vefsn i Grane a l'est, i Bindal i Sømna al sud. El gran fiord Velfjorden s'endinsa al centre del municipi.
El municipi té una gran varietat escènica amb nombrosos illots, llacs (com Eidevatnet, Sausvatnet i Fjellvatnet), muntanyes i algunes zones agrícoles fèrtils. L'illa de Torget, on hi ha una famosa cavitat que s'endisa a la muntanya de Torghatten, està connectada al continent a través del Pont de Brønnøysund. El Parc Nacional de Lomsdal-Visten es troba al nord-est del municipi.
Els boscos de tiler de fulla petita d'origen natural més importants del món creixen a Brønnøy i hi ha àrees de boscos boreals a la reserva natural de Grønlidalen i la reserva natural de Storhaugen. La reserva natural de Strompdalen i la reserva natural de Horsvær, lloc de nidificació per a una gran varietat d'ocells marins, també es troben al municipi.